# Pomysk (stacja kolejowa)
Pomysk – nieczynna stacja kolejowa w Pomysku Wielkim, w powiecie bytowskim, w województwie pomorskim, w Polsce.